# آلبرت فان فلیربرخه
آلبرت فان فلیربرخه (انگلیسی: Albert Van Vlierberghe; ۱۸ مارس ۱۹۴۲ – ۲۰ دسامبر ۱۹۹۱) دوچرخه‌سوار اهل بلژیک بود.
از باشگاه‌هایی که در آن بازی کرده‌است می‌توان به تیم دوچرخه‌سواری فلاندریا اشاره کرد.